# 白樺菌菇
白樺菌菇（Fomitopsis betulina）是一种常见的多孔菌，白樺菌菇几乎只生长在桦树上。桦树上的擔子果可以保存一年多的时间。
白樺菌菇最初由皮埃尔·比利亚尔在1788年將其描述为Boletus betulinus。1881年，彼得·阿道夫·卡斯滕認定該物種屬於滴孔菌属。2016年，科學家依據分子系统发生学的研究結果，又將白樺菌菇歸類為擬層孔菌屬。    